# McMillan TAC-50

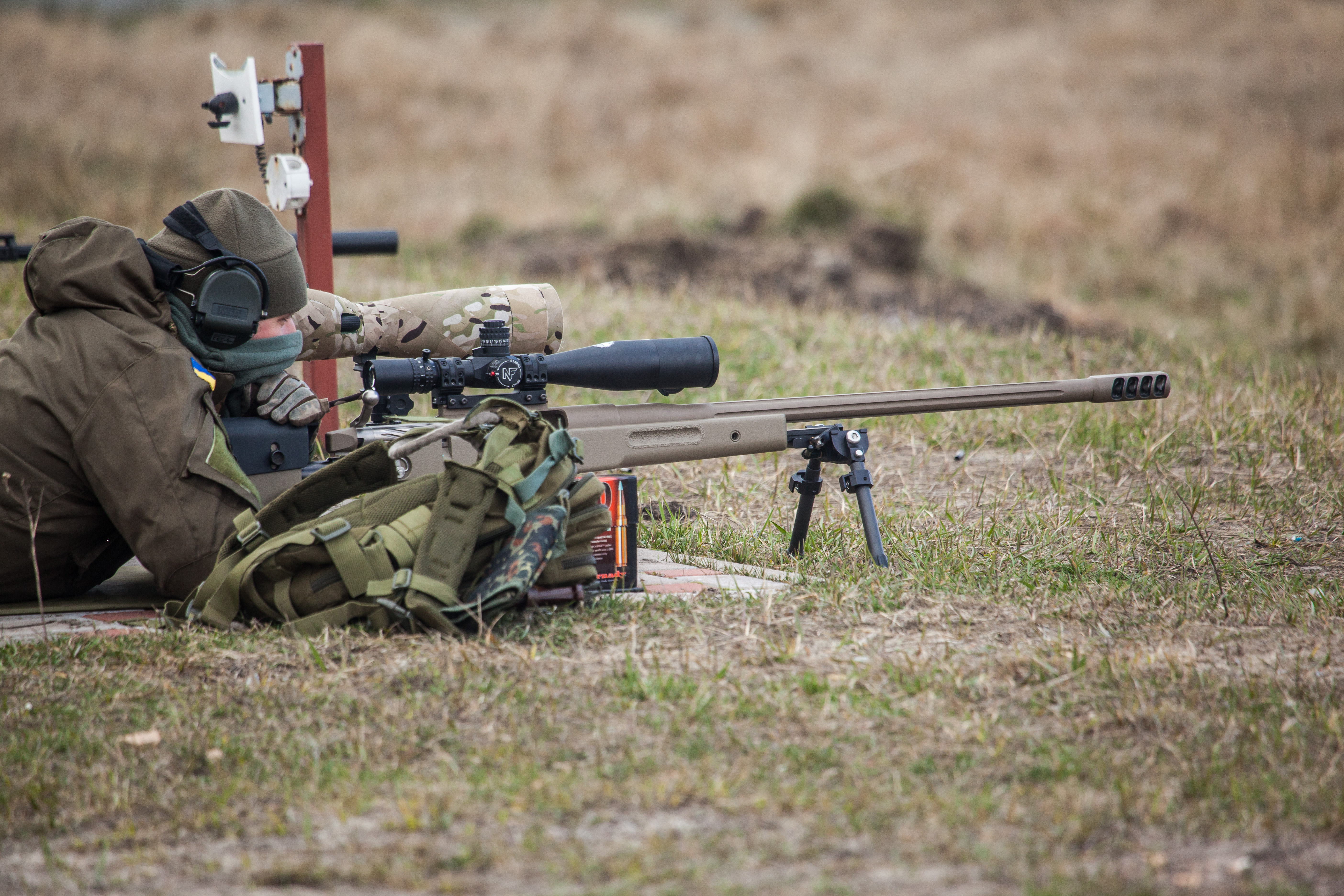
Xạ thủ Ukraine sử dụng súng trường bắn tỉa tầm xa McMillan TAC-50

McMillan TAC-50 là một súng trường bắn tỉa tầm xa sử dụng cỡ đạn 12.7x99 mm do công ty McMillian Firearms của Mỹ sản xuất. McMillan TAC-50 được sản xuất tại Phoenix, Arizona, Hoa Kỳ bởi McMillan Firearms Manufacturing. Sự tin cậy và độ chính xác của súng bắn tỉa McMillan TAC-50 khiến nó là vũ khí không thể thiếu của nhiều đơn vị đặc nhiệm.
Súng bắn tỉa McMillan TAC-50 được sử dụng phổ biến bởi các đơn vị quân đội và thực thi pháp luật ở nhiều quốc gia khác nhau như Canada, Pháp, Gruzia, Israel, Jordan, Philippines, Nam Phi, Thổ Nhĩ Kỳ và Hoa Kỳ. Một tay súng bắn tỉa thuộc lực lượng đặc nhiệm Canada ở Iraq đã phá vỡ kỷ lục thế giới về phát súng tiêu diệt mục tiêu được xác nhận xa nhất trong lịch sử quân sự khi giết chết một phần tử Nhà nước Hồi giáo IS bằng súng McMillan TAC-50 ở khoảng cách 3.540 mét vào năm 2017. Ba trong số bốn tay súng bắn tỉa từng lập kỷ lục thế giới về cự ly hạ mục tiêu đều sử dụng súng McMillan TAC-50 và đều dùng loại đạn 12.7 mm chuyên dụng Hornaday A-Max.

## Thiết kế
Súng trường nặng 26 pound và dài 57 inch. Nòng súng nặng và được trang bị phanh mõm hiệu quả, giúp giảm độ giật và đạn 12.7 .50 BMG đủ mạnh để xuyên qua gạch và thậm chí cả bê tông.
Súng nặng 11,8 kg và dài 1.448 mm, là vũ khí được sử dụng phổ biến trong các đơn vị đặc nhiệm khắp thế giới, kể cả quân đội Mỹ, lực lượng đang sử dụng biến thể có định danh Mk 15 trong khi quân đội Canada sử dụng phiên bản C15 trang bị kính ngắm 16x. Súng có nhiều loại kính ngắm tầm xa và kính nhìn đêm, ảnh nhiệt để tác chiến trong điều kiện thiếu sáng. Nhiều công ty khác cũng chế tạo ống ngắm trang bị máy tính đường đạn để tăng khả năng bắn trúng mục tiêu. McMillan TAC-50 có thể bắn trúng mục tiêu trong vòng tròn 12 cm ở khoảng cách 1.000 m khi sử dụng đạn tầm xa đặc biệt. Để đạt độ chính xác cao thì việc chế tạo và gia công nòng súng rất phức tạp, ngay cả hãng McMillan cũng không tự chế tạo nòng của loại súng này mà họ phải mua thành phẩm được chế tạo tinh vi từ một doanh nghiệp gia đình tại bang Montana